# Stukaciczy
Stukaciczy (biał. Стукацічы, ros. Стукатичи, Stukaticzi) – wieś na Białorusi, w obwodzie mińskim, w rejonie mińskim, w sielsowiecie Samochwałowicze. W 2009 roku liczyła 73 mieszkańców.